# Pulandian
Pulandian är en stad på häradsnivå som lyder under Dalians stad på prefekturnivå i Liaoning-provinsen i nordöstra Kina. Den ligger omkring 260 kilometer sydväst om provinshuvudstaden Shenyang.